# Зилско наречие
Подюнското наречие (на словенски: ziljsko narečje или ziljščina) е словенски диалект, най-западният от Корошката диалектна група (Каринтийската), говорен в части от Южна Каринтия в Австрия, в най-североизточната част от провинция Удине в Италия и североизточна Горна Крайна (Горна Карниола) в Словения.

## Географски обхват
Диалектът се говори в австрийска Каринтия в долината на Гайл, източно от Хармагор-Пресегер Зее и западно от Фаак ам Зее (на словенски: Баче), в горната Каналска долина (на италиански: Val Canale; на словенски: Kanalska dolina) по река Фела (на словенски: Бела) до източно от Понтеба (Табля) и заедно с говора на Кранска гора по горното течение на Сава Долинка до източно от Гозд Мартулек. Основните селища на носителите на диалекта са Малборгето (Наборет), Валбруна (Овча вас), Уговица, Кампоросо, Каве дел Предил (Рабел) и Тарвизио (Търбиж) в Италия, Фьоролах, Фаак ам Зее (Баче), Фейстриц ан дер Гайл (Бистрица на Зили), Арнолдщайн (Подклощер), Фюрниц (Брънца) и Малестиг (Малошче) в Австрия и Ратече, Кранска гора и Гозд Мартулек в Словения.
Виктор Паулсен разделя илското наречие на шест говора – Ег-Гьортшах, Потшах, Заак, Фордерберг, Фейстриц и Радендорф.

## Фонологични и морфологични характеристики
Зилското наречие има музикално ударение и се отличава с редукция на гласните до ə в предударена позиция, развитие на отворено e и o > a в задударна позиция, скъсяване на дългите гласни в затворени срички, чести епентични n, v > b преди e i r l, хиатус като резултат от елизия на интервокално [w] (например, krava > kraa 'крава'), озвучени шумови съгласни в крайна позиция на думата и инфлектиран кондиционален спомагателен глагол (besem, besi, be). Зилският диалект има палатизация на k, g, h > č, ž, š пред предни гласни. В диалекта отсъства станадартната словенска морфонемична алтернация между [l] и [w]; например, [piu̯], [piu̯a] вместо [piu̯], [pila] 'пил, пила', явление известно като švapanje, швапане на словенски.